# Zoo-immersione
La zoo-immersione è un concetto applicato a un giardino zoologico naturale che dà ai visitatori la sensazione di essere immerse nell'ambiente in cui gli stessi animali si trovano. Le costruzioni e le barriere sono nascoste. Attraverso la ricostruzione della vista e dei suoni come si troverebbero in un ambiente naturale, la zoo-immersione trasmette una sensazione simile a quella che si proverebbe osservando gli animali in natura.
Il termine di immersion paesaggistica è stato sviluppato nel 1975 attraverso il lavoro di David Hancocks al Woodland Park Zoo di Seattle. Questo ha portato all'allestimento di una nuova esposizione dei gorilla che è stata inaugurate nel 1978.  Il concetto si trasformò nel riferimento di base per il settore negli anni Ottanta e ha guadagnato sempre maggiore appoggio come la migliore scelta possibile per le esibizione zoologiche.
Al giorno d'oggi esistono undici giardini zoologici nel mondo che applicano il concetto della zoo-immersione: tre negli Stati uniti, due in Spagna e uno per ciascuno in Francia, Germania, Italia e Singapore.
- Stati Uniti d'America: Woodland Park Zoo a Seattle, Bronx Zoo a New York e il Disney's Animal Kingdom a Orlando;
- Spagna: Bioparc Valencia a Valencia e il Bioparc Fuengirola a Fuengirola;
- Francia: Parc Zoologique de Paris a Parigi
- Germania: Erlebbnis-Zoo Hannover ad Hannover;
- Italia: Zoom Torino a Cumiana, tra Torino e Pinerolo;
- Singapore: Singapore Zoo a Singapore.